# Fejérváry Károly
Komlóskeresztesi Fejérváry Károly (1743 – Komlóskeresztes, 1794. december 6.) földbirtokos.

## Élete
Fejérváry László császári és királyi kapitány és Dessewffy Anna fia volt. Mint a királyi törvényszék egyik tagja tevékenykedett. Fia volt Fejérváry Gábor archeológus, kinek rendkívül érdekes és becses múzeuma volt Eperjesen, leánya pedig Pulszky Károlyné Fejérváry Apollónia (Pulszky Ferenc édesanyja).

## Munkái
Latin levelei Kazinczy Ferenchez Eperjesről 1789. ápr. 2., máj. 7., jun. 3., aug. 2. és magyar levele 1790. febr. 1., latin febr. 12., máj. 10. (Kazinczy F. Levelezése I. II.)
Kéziratai: Albus amicorum ab 1763. (132 levél), Diplomatica collectio 1768. (két kötet), Collectiones ministrorum et rectorum aug. confess. in Cottu. Sáros (144 lap), Familiarum Hungariae Atlas historico-dipéldául geneal. (három kötet), Notitia Comitatus Sáros (302 lap), Corographiae Hungaricae Liber I. et III., Collectio epithaphiorum (72 lap), Commentatio de moribus ac ritibus Ruthenorum sat.